# Barwieniec różowy
Barwieniec różowy, fantom różowy (Hyphessobrycon roseus) – endemiczny gatunek ławicowej, słodkowodnej ryby z rodziny kąsaczowatych (Characidae). Bywa hodowany w akwariach.

## Występowanie
Występuje na terenie Ameryki Południowej, w Gujanie Francuskiej, gdzie spotykana była na granicznej rzece Maroni z Surinamem oraz Oyapock z Brazylią.

## Cechy morfologiczne
Czarna plama barkowa na czerwonawożółtym tle. Osiągają około 3,5 cm długości. 

## Warunki hodowlane
Należy hodować w grupie co najmniej 6–8 osobników. Wymaga czystej i dobrze napowietrzonej wody.
| Zalecane warunki w akwarium | Zalecane warunki w akwarium |
| --------------------------- | --------------------------- |
| Zbiornik                    | powyżej 60 cm długości      |
| Temperatura wody            | 22–26°C                     |
| Twardość wody               | do 15°n                     |
| Skala pH                    | 6,0–7,5                     |
| pokarm                      | żywy, mrożony lub suchy     |